# Laperwitzkees
Das Laperwitzkees ist ein Gletscher im Tauernhauptkamm (Glocknergruppe) im Bezirk Lienz (Osttirol). Es befindet sich südlich des Schneewinkelkopfs. Sein Name leitet sich vom slawischen lapor (Mergel) ab.
Das Laperwitzkees liegt südwestlich der Kammlinie Ödenwinkelwand, Eiskögele, Schneewinkelkopf und Romariswandkopf. Im Westen trennt die Aderwand, der Südgrat der Ödenwinkelwand das Laperwitzkees vom Vorderen Kastenkees, im Osten bildet die Romariswand, der Südgrat des Romariswandkopfs, die Trennlinie zum Fruschnitzkees. Seine höchste Ausdehnung erreicht das Laperwitzkees im Bereich des Schneewinkelkopfs mit rund 3450 m ü. A.. Im Bereich der Romariswand reicht der Laperwitzbach bis rund 2690 m ü. A. hinab. Das Laperwitzkees speist den Laperwitzbach sowie teilweise den Aderbach, einen Zufluss des Laperwitzbach.
Anfang der 1870er Jahre reichte das Laperwitzkees noch mehr als einen Kilometer weiter nach Südwesten und war bis auf unter 2200 m ü. A. vorgestoßen. Im Zuge des Gletscherschwundes seit der Mitte des 19. Jahrhunderts zog sich der Gletscher jedoch weitgehend auf eine Höhe von über 2800 m ü. A. zurück.